# Cachoeira do Sul (tiểu vùng)
Cachoeira do Sul là một tiểu vùng thuộc bang Rio Grande do Sul, Brasil. Tiều vùng này có diện tích 7587 km², dân số năm 2007 là 157230 người.